# کاپیتال بانک آرنا
کاپیتال بانک آرنا (انگلیسی: Kapital Bank Arena) یا ورزشگاه مهدی حسین‌زاده یک ورزشگاه در شهر سومقاییت است. این ورزشگاه میزبان بازیهای باشگاه فوتبال سومقاییت است.